# Ulrich Tambor
Ulrich Tambor (* 27. September 1951) ist ein ehemaliger deutscher Fußballspieler. Bei verschiedenen thüringischen und sächsischen Betriebssportgemeinschaften (BSG) war er in den 1970er und 1980er Jahren im Zweitligafußball aktiv.

## Sportliche Laufbahn
Als 20-Jähriger stieg Ulrich Tambor 1971 mit der BSG Fortschritt Greiz in die zweitklassige DDR-Liga auf. Dort bestritt er in der Saison 1971/72 von den 22 Ligaspielen 20 Begegnungen und wurde mit seinen neun Treffern bester Torschütze seiner Mannschaft. Diese schaffte jedoch nicht den Klassenerhalt und stieg wieder in die Bezirksliga ab. Tambor spielte noch bis 1974 in Greiz, wechselte danach aber zum 20 Kilometer entfernten sächsischen DDR-Ligisten BSG Motor Werdau. Nachdem er dort in der Spielzeit 1974/75 weitere 19 Ligaspiele absolviert hatte und mit acht Toren zum zweitbesten Schützen geworden war, kehrte er nach nur einer Saison nach Thüringen zurück, wo er für die BSG Fortschritt Weida 1975/76 zunächst wieder in der drittklassigen Bezirksliga spielte. Als Bezirksliga-Torschützenkönig mit 26 Treffern verhalf er der BSG Motor bereits in seinem ersten Jahr zum Aufstieg in die DDR-Liga.
In Weida wurde Tambor endlich sesshaft und bestritt dort sieben DDR-Liga-Spielzeiten. Er wurde zum erfolgreichsten Torjäger der BSG Fortschritt in den Jahren von 1976 bis 1984, denn er wurde in jeder Ligaspielzeit Torschützenkönig mit insgesamt 80 Treffern. Dabei zeichnete er sich auch durch seine Beständigkeit aus, da er bei 154 DDR-Liga-Spielen nur zehnmal fehlte. Von der Saison 1981/82 an bekleidete er das Amt des Mannschaftskapitäns, das er bis zu seinem Ausscheiden 1984 ausübte. Seine DDR-Liga-Zugehörigkeit wurde nur in der Saison 1982/83 unterbrochen, als die Fortschritt-Mannschaft nach dem 1982er Abstieg wieder in der Bezirksliga antreten musste. Auch in dieser Spielzeit schoss Tambor mit 32 Treffern die meisten Tore für seine Mannschaft und trug damit entscheidend zum sofortigen Wiederaufstieg bei. Fortschritt Weida schaffte 1983/84 erneut nicht den Klassenerhalt, und der inzwischen 32-jährige Ulrich Tambor konnte nicht mehr an seine bisherigen Leistungen anknüpfen. Bei seinen 17 Ligaeinsätzen stand er nur elfmal in der Startelf, und er fiel mit seinen vier Toren auch als Torjäger aus. Trotzdem wurde er mit den vier Treffern zusammen mit Verteidiger Frank Pohland wieder Weidaer Torschützenkönig.
Nach dem neuerlichen Abstieg nahm Tambor Abschied vom Leistungsfußball. Nach einem kurzen Zwischenspiel bei der Armeesportgemeinschaft Vorwärts Gera in der Bezirksliga Gera schloss sich Ulrich Tambor dem Geraer Bezirksligisten Traktor Niederpöllnitz an, wo er später auch als Übungsleiter tätig war.